# Yorishige Uesugi
Yorishige Uesugi (jap. 上杉 頼重 Uesugi Yorishige; (daty narodzin i śmierci – nieznane).
Żył w okresie Kamakura.
Ojciec Shigefusy Uesugi, dziadek Takaujiego Ashikagi. 
Był założycielem miasta Uesugi, które następnie stało się częścią Kioto.